# Torre d'en Calbo
La Torre d'en Calbo és una torre del municipi d'Alcanar declarada bé cultural d'interès nacional.

## Descripció
Està en força mal estat. És una torre de base quadrangular, posteriorment engrandida, a la planta baixa, amb un cos a banda i banda. Els carreus dels angles (frontals) de la planta baixa de la torre foren traslladats als angles dels cossos nous. D'aquesta manera va quedar un edifici d'aspecte basilical, centrat per la torre. A la part posterior de la torre sembla que també hi va haver una ampliació. Restes de teules encastades als murs assenyalen el nivell de les cobertes d'aquestes ampliacions. La torre va perdre els seus merlets i els seus murs van ser aixecats per fer-hi una coberta a dues vessants. La porta és amb llinda (potser refeta en ampliar la construcció), malmesa i apuntalada. Al damunt hi ha un matacà sobre dues mènsules, una de les quals (esquerra) representa la cara d'un home potser amb ulleres. A l'interior hi ha una volta de canó de maçoneria cobrint la planta. No es conserva la teulada del primer pis.

## Història
A uns 100 m. al N de la torre d'en Morralla a la part meridional del Barranc de Moltó, forma part del grup de fortificacions de defensa del litoral denominades conjuntament "Torres dels Alfacs". Bastides en el darrer quart del s.XVI a càrrec de la ciutat de Tortosa, com a defensa enfront l'augment de les incursions dels pirates turcs i àrabs, complien la doble funció de defensa i vigilància. Les notícies històriques d'aquesta zona són molt minses i confuses, però hom creu que alguna d'aquestes dues torres es podria identificar amb la torre de Puigmoltó, bastida el 1390 per a protegir els camins del monestir de Santa Maria de la Ràpita, i avui no localitzada o també amb la torre Prima, coneguda sols a través d'un antic plànol.